# Viola d’amore
A viola d’amore (olasz; szerelmi hegedű) egy vonós hangszer, a viola da gamba család tagja, de erős hatások érték a viola da braccio, azaz a hegedű hangszercsaládjából is.
A hangszer a dallamhúrok mellett rezonánshúrokkal, úgynevezett együttrezgő húrokkal is rendelkezik, s ezeknek köszönhetően a rajta megszólaló muzsika sokkal zengőbben, „visszhangzóbban” cseng, mint például ha hegedűn játszanák. Idézzünk a viola d'amore hangjának leírása kapcsán Leopold Mozarttól, aki a Versuch einer gründlichen Violinschule-ben így ír: „[hangja] különösen bájos a csöndes estében”, ill. Johann Gottfried Walther zenei lexikonából: „hangja ezüstös csengésű, emellett felettébb kellemes és bájos”.

## Története
Első említése az angol John Evelyn 1679. november 20-i naplóbejegyzése, aki így ír: "Újdonsága és bája miatt az öt fémhúros, vonóval megszólaltatott viola d'amore más, mint a hétköznapi hegedűk (…), meglepőbb és édesebb hangszert még nem hallottam nála."
A hangszer a fénykorát a 17. század végén és a 18. század első felében élte, annak ellenére, hogy speciálisan viola d’amoréra képzett játékosok ekkor sem voltak. Általában csak váltóhangszerként használták a többi karon tartott vonós hangszert is megszólaltató zenészek, ahogyan például az oboisták az oboa da cacciát.
1838-ban Gustav Schilling zenetörténeti enciklopédiájában már ezt írta: "Korábban a hangszer a kulturáltabb emberek egyik kedvenc hangszere volt, s alig támadt még a kisebb együttesek közül is olyan, amelyikből a viola d'amore hiányzott volna. De mára, amikor minden annyival harsányabb és zajosabb, szinte teljesen kiveszett."
A hangszer a XVIII. század után valóban visszaszorult, sok példányt mélyhegedűvé alakítottak át. A zeneirodalomból és a köztudatból mégsem tűnt el teljesen, és a barokk zene historikus előadásának felfedezéséig ismételten fel-felbukkant. Világirodalmi példaként említhetjük, hogy Thomas Mann egy viola d’amore játékost szerepeltet Doktor Faustus című regényében.

## Felépítése
A viola d’amore testformája a gambákéra hasonlít: háta lapos, válla csapott. A hanglyuknak több formája is lehet, az „iszlám tűz” szimbólumtól kezdve a kard szimbólumig, de mindenképp eltér a hegedűk és gambák f, illetve c alakú hanglyukjától. A hangszertest hosszúsága egy modern brácsának megfelelő, 36–42 cm. A hegedűhöz hasonlóan a fogólapon nincsenek érintők. A hosszú kulcsszekrénynek az együttrezgő húrok számától függően 5-21 hangolókulcsa van, a végén, a hegedű csigájának helyén rendszerint egy női fej van kifaragva. A női fej szeme olykor kendővel van bekötve, utalva a „vak szerelem” széltében elterjedt toposzára és a hangszer nevére.

### Húrok
A viola d'amorénak általában 12 vagy 14 húrja van. 6 vagy 7 húron játszanak ténylegesen, és ugyanennyi az ún. együttrezgő húrok száma. Ez utóbbiak a dallamhúrok alatt futnak, a vonó számára nem hozzáférhetőek, de szintén megszólalnak, ezáltal „hangkörnyezetet” generálnak a többi húr által kiadott hanghoz. Az együttrezgő húrok és a rendes húrok aránya változhat.
Eredetileg (az 1600-as évek közepén) a viola d'amorén nem voltak együttrezgő húrok, hanem az adta a hangszer különlegességét, hogy fémhúrokkal (5 vagy 6 darab) szerelték fel, ami a hegedűknél, ill. az egyéb modern vonósoknál csak a 20. század elején terjedt el. Ez a korai viola d'amore voltaképp egy áll alatt tartott, fémhúros, kis méretű viola da gambaként is értelmezhető. (Ez a hangszer szoros hasonlóságot mutat egy másik ritka hangszerrel, a quintonnal.) Az 5–7 fémhúros változat igen sokáig létezhetett. Az együttrezgő húros viola d'amore konstrukció ezzel szemben bélhúrokkal van felszerelve. Ez a kettősség valószínűleg a XVIII. század közepéig tartott. Mindenesetre hangjuk nagyon hasonlított, mert a különböző forrásokban az eltérő felépítésű hangszerekhez hasonló leírásokat adnak. Például a német Fuhrmann egy 1706-os írásában szinte ugyanazokat a szavakat használja egy rezgőhúr nélküli viola d’amore leírására, mint Leopold Mozart 50 évvel később.
A hangszernek englisches violett vagy violetta néven ismeretes egy olyan fajtája, ahol kétszer annyi az együttrezgő húr, mint a játszóhúr. A kulcsszekrény ezért érthetően még hosszabb, a hangszer korpusza karcsúbb a viola d'amorénál, széle hullámos. Elsősorban dél-német vidékeken terjedt el. Kifejezetten englisches violettre komponált művet nem ismerünk, feltehetően a viola d'amorék repertoárját szólaltatták meg rajta.

## Hangolás
A 7/14 húros változat standard hangolása: A, D, a, d', fisz', a', d" – tehát a D-dúr hármashangzat hangjai. A 6/12 húros hangszer esetében a legmélyebb A húr hiányzik.
A viola d'amore különleges hangzásának lényegéhez tartozik, hogy minden húrja zeng; ez pedig csak akkor valósul meg, ha moduláció nélkül, egy tiszta D-dúr dallam szólal meg rajta. Minél távolabb kerül egy darab, vagy akár egy dallamtöredék is előjegyzés szempontjából ettől a preferált tartománytól, a viola d'amore hangja annál tompább, annál kevésbé jellegzetes, zúgó. Ennek a ténynek köszönhető, hogy a viola d'amoréra írott darabok többsége D-dúrban van.
A hangnembeli korlát azonban kis mértékben orvosolható a húrok áthangolásával. Például a fisz' húrok fél hanggal történő lehangolásával (így f'-et kapunk) máris egy D-dúr helyett d-mollban zengő hangszert tartunk a kezünkben. A d húrok fél hanggal történő lehangolása által egy A-dúrt kedvelő hangszerrel, a d és fisz húrok egy egész hanggal történő lehangolása esetén pedig egy a-mollban zúgó hangszerrel van dolgunk.
Ezért érthető, hogy a viola d'amore esetében fontos, hogy könnyű és egyszerű legyen a hangolás, és akár darab közben, szünetek alatt át lehessen hangolni a hangszert, hogy egy megváltozott előjegyzés után is megmaradhasson a jellegzetes, „viola d'amorés” hangzásvilág.
A viola d'amore hangolása azonban nem volt egységes, koronként és országonként változhatott. Walther zenei lexikona c-moll és C-dúr hangolási rendet ismertet, Johann Philipp Eisel pedig egy teljesen szokatlan F, B, c, g, c', f', b' hangolásról ír a Musicus autodidactus-ban. Leopold Mozart megemlít még egy viola da gambákról ismert terc-kvart hangolási módozatot, sőt egy hegedűkhöz hasonló kvintekre épülő hangolást is. Ez utóbbit Walther is ismeri.

## Példák a viola d’amore alkalmazására

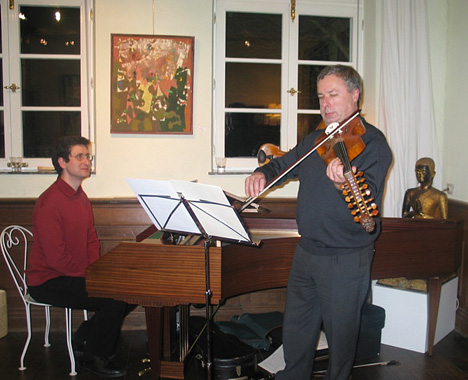
Viola d’amore játékos

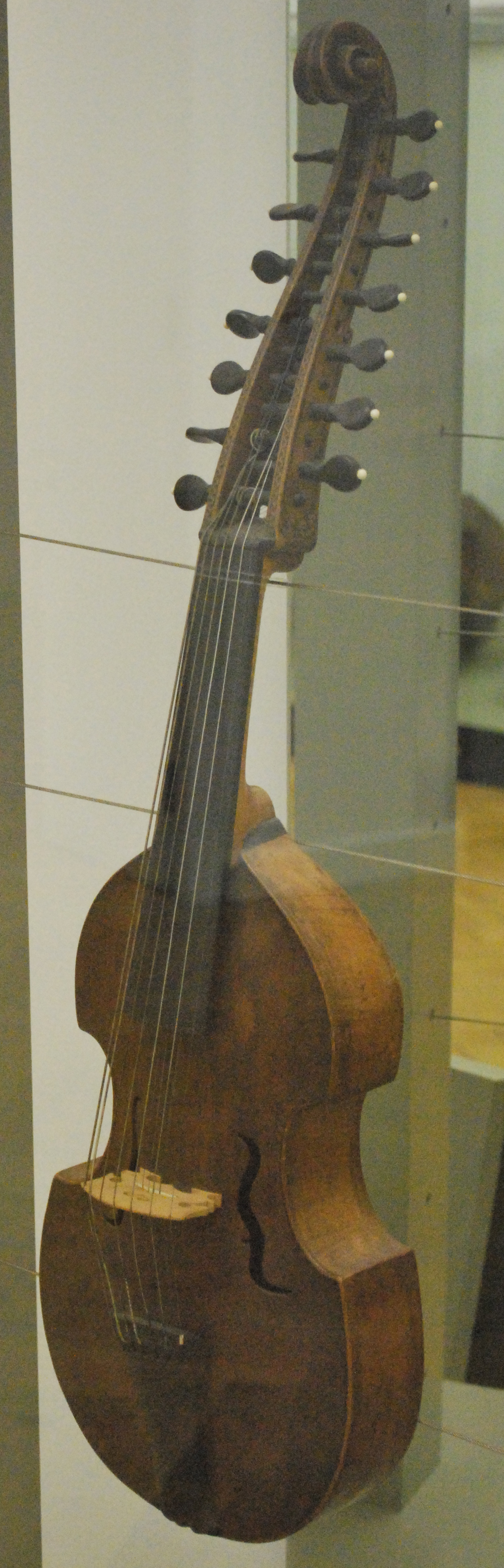
A legrégibb viola d’amore 1643-ból, készítette Raphael Möst (Füssen, Németország)

- Heinrich Biber (1644–1704):

Harmonia artificiosa-ariosa, VII. partita, két viola d'amoréra és continuora
- Attilio Ariosti (1666–1729):

tandarab viola d'amoréra 
15 szonáta
2 kantáta
- Antonio Vivaldi (1678–1741):

D-dúr viola d'amore verseny, RV 392, P.166
d-moll viola d'amore verseny, RV 393, P.289
d-moll viola d'amore verseny, RV 394, P.288
d-moll viola d'amore verseny, RV 395, P.287
A-dúr viola d'amore verseny, RV 396, P.233
a-moll viola d'amore verseny, RV 397, P.37
d-moll versenymű viola d'amoréra és lantra, RV 540
F-dúr versenymű viola d'amoréra, két kürtre, két oboára, fagottra, RV 97
Nisi Dominus c. zsoltár, RV 608
Nisi Dominus c. zsoltár, RV 803
Tito Manlio c. opera, Tu dormi in tante pene ária, RV 738
Juditha triumfans c. oratórium, Quanto magis generosa ária, RV 644
- Johann Sebastian Bach (1685–1750):

János-Passió, Betrachte, meine Seel, mit ängstlichem Vergnügen és Erwäge, wie sein blutgefärbter Rücken áriák
további szólók kantátáiban
- Christoph Graupner (1683–1760):

d-moll szvit
- Jean-Marie Leclair (1697–1764):

triószonáta fuvolára, viola d’amoréra és orgonára
- Georg Philipp Telemann (1681–1767):

E-dúr versenymű fuvolára, oboe d'amoréra, viola d’amoréra, vonósokra és basso continuora
- Johann Joachim Quantz (1697–1773):

triószonáta fuvolára, viola d'amoréra és continuóra
- Karl Friedrich Abel (1723–1787) 60 darabjában írja elő[forrás?]
- Carlo Martinides (1731 k. –1794):

D-dúr divertimento viola d'amoréra, hegedűre, brácsára és csellóra
- Karl Stamitz (1745–1801):

3 versenymű
D-dúr szonáta viola d'amoréra, hegedűre és brácsára
további kvartettek és szonáták
- Joseph Haydn (1732–1809):

Divertimento viola d’amoréra, hegedűre és csellóra
- Franz Anton Hoffmeister (1754–1812):

D-dúr vonóskvartett viola d'amoréra, két hegedűre és csellóra
- Joseph Leopold Eybler (1765–1846):

D-dúr kvintett viola d'amoréra, hegedűre, brácsára, csellóra és nagybőgőre, No.1.
D-dúr kvintett viola d'amoréra, hegedűre, brácsára, csellóra és nagybőgőre, No.2.
- Giacomo Meyerbeer (1791–1864):

Hugenották c. opera
- Erkel Ferenc (1810–1893):

Bánk bán c. opera
- Jules Massenet (1842–1912):

Le Jongleur de Notre-Dame c. opera
Parasztbecsület c. opera
- Giacomo Puccini (1858–1924):

Pillangókisasszony c. opera
- Leoš Janáček (1854–1928):

Katya Kabanova c. opera
- Wilhelm Kienzl (1857–1941):

Der Kuhreigen c. opera
- Henri Casadesus (1879–1947):

Versenymű viola d'amoréra és vonósokra
24 Préludes viola d'amoréra, csemballóra, zongorára, vagy hárfára
- Hans Pfitzner (1869–1949):

Palestrina c. opera
- Szergej Prokofjev (1891–1953):

Rómeó és Júlia c. balett
- Heitor Villa-Lobos (1887–1959):

Amazonas c. balett
- Paul Hindemith (1895–1963):

Kleine Sonate viola d'amoréra és zongorára, Op.25 No.2
Kammermusik No.6 viola d'amoréra és kamarazenekarra, Op.46 No.1
- Frank Martin (1890–1974):

Sonata da chiesa viola d’amoréra és orgonára
- Paul Rosenbloom (1952–):

Versenymű két viola d'amoréra és kamarazenekarra
- Bernard Herrmann (1911–1975):

Az On dangerous ground film zenéjében alkalmazta
- Olga Neuwirth (1968–):

...?risonanze!...
- Aaron Cassidy (1976–):

The Misprision of Transparency

## Külső hivatkozások
- Viola d’amore Society of America Archiválva 2006. május 9-i dátummal a Wayback Machine-ben
- The hidden world of the Viola d’amore
- Vazquez kollekció